# Błyszczka zosimi
Błyszczka zosimi (Diachrysia zosimi) – gatunek motyla z rodziny sówkowatych.
Motyl o brunatnych: czole, głaszczkach wargowych i tyle tułowia, brunatnobiałym ciemieniu, szarych patagiach i szarobiałym przedzie tułowia. Osiąga od 32 do 40 mm rozpiętości skrzydeł. Przednie skrzydła o przepasce falistej zauważalnej tylko przy przednim i trapezowatego kształtu metalicznie połyskującej plamie obok kątów tylnych. Tylne skrzydła szarobrunatne. W genitaliach samca wezyka bez ciernia, unkus łukowaty, wyrostek sakulusa duży i zaostrzony, a dystalna część edeagusa z grupką igłowatych sklerytów. Torebka kopulacyjna samic o szerokim wejściu i silnie wydłużonym korpusie z uchyłkiem w części tylnej.
Gąsienice odżywiają się krwiściągiem lekarskim.
Owad rozprzestrzeniony od Europy Środkowej, przez Syberię po rosyjski Daleki Wschód i Japonię. Jest to gatunek stenotopowy, występujący na torfowiskach niskich, przejściowych, węglanowych oraz bagnach nadrzecznych. W Europie występuje na izolowanych, reliktowych stanowiskach. W Polsce wyłącznie na wschodzie kraju. Z uwagi na podatność jego siedlisk na zniszczenie przez zaburzenie stosunków wodnych umieszczony został w Polskiej czerwonej księdze zwierząt ze statusem narażonego na wyginięcie. 